# B-spline křivka

Spline křivka nakreslená jako vážený součet B-spline s řídicími body/polygonem a označenými křivkami komponent

B-spline křivka je aproximační křivka, která se často používá v CAD/CAM modelování ve 3D. Nejpoužívanější variantou je NURBS (NeUniformní Racionální B-Spline).